# Фальнюв
Фальнюв (пол. Falniów) — село в Польщі, у гміні Мехув Меховського повіту Малопольського воєводства.
Населення — 324 особи (2011).
У 1975-1998 роках село належало до Келецького воєводства.

## Демографія
Демографічна структура станом на 31 березня 2011 року:
|          | Загалом | Допрацездатний вік | Працездатний вік | Постпрацездатний вік |
| -------- | ------- | ------------------ | ---------------- | -------------------- |
| Чоловіки | 147     | 25                 | 111              | 11                   |
| Жінки    | 177     | 41                 | 98               | 38                   |
| Разом    | 324     | 66                 | 209              | 49                   |